# L'Étang-la-Ville
L'Étang-la-Ville est une commune française située dans le département des Yvelines (78) en région Île-de-France. Située à une vingtaine de kilomètres à l'ouest du centre de Paris, aux confins de l'unité urbaine de Paris, la commune est au cœur du Pays des Impressionnistes et de la forêt domaniale de Marly. Elle abrite les vestiges du château de Pierre Séguier, chancelier de France de Louis XIII et Louis XIV, et membre fondateur de l'Académie française.
Ses habitants sont appelés les Stagnovillois.

## Géographie

### Situation
La commune de L'Étang-la-Ville est située au cœur de la forêt domaniale de Marly, à cinq kilomètres au sud-ouest de Saint-Germain-en-Laye. Versailles se trouve à une dizaine de kilomètres à vol d'oiseau et à 15 kilomètres par la route. La ville se trouve dans un vallon encaissé ouvert au nord-est vers Marly-le-Roi et Mareil-Marly. Les dénivellations sont importantes entre le bas de la ville, à l'est, à 65 mètres et le plateau boisé, à l'ouest, qui culmine à 178 mètres.
Les communes limitrophes en sont Mareil-Marly au nord-est, Marly-le-Roi à l'est, Bailly au sud-est sur environ 400 mètres, Noisy-le-Roi au sud, Saint-Nom-la-Bretèche à l'ouest et Saint-Germain-en-Laye au nord-ouest.
Le territoire communal est urbanisé sur seulement un tiers de sa surface, le reste, formant un grand arc de cercle à l'ouest de la ville, est occupé par la forêt domaniale de Marly, ancien domaine de chasse des rois de France, puis des présidents de la République, aujourd'hui gérée par l'ONF.

### Climat
Pour des articles plus généraux, voir Climat de l'Île-de-France et Climat des Yvelines.
En 2010, le climat de la commune est de type climat océanique dégradé des plaines du Centre et du Nord, selon une étude du CNRS s'appuyant sur une série de données couvrant la période 1971-2000. En 2020, Météo-France publie une typologie des climats de la France métropolitaine dans laquelle la commune est dans une zone de transition entre le climat océanique et le climat océanique altéré et est dans la région climatique Sud-ouest du bassin Parisien, caractérisée par une faible pluviométrie, notamment au printemps (120 à 150 mm) et un hiver froid (3,5 °C).
Pour la période 1971-2000, la température annuelle moyenne est de 11 °C, avec une amplitude thermique annuelle de 14,6 °C. Le cumul annuel moyen de précipitations est de 655 mm, avec 11 jours de précipitations en janvier et 7,9 jours en juillet. Pour la période 1991-2020, la température moyenne annuelle observée sur la station météorologique la plus proche, située sur la commune de Trappes à 11 km à vol d'oiseau, est de 11,6 °C et le cumul annuel moyen de précipitations est de 686,3 mm,. Pour l'avenir, les paramètres climatiques de la commune estimés pour 2050 selon différents scénarios d'émission de gaz à effet de serre sont consultables sur un site dédié publié par Météo-France en novembre 2022.

## Urbanisme

### Typologie
Au 1er janvier 2024, L'Étang-la-Ville est catégorisée ceinture urbaine, selon la nouvelle grille communale de densité à sept niveaux définie par l'Insee en 2022.
Elle appartient à l'unité urbaine de Paris, une agglomération inter-départementale regroupant 407  communes, dont elle est une commune de la banlieue,,. Par ailleurs la commune fait partie de l'aire d'attraction de Paris, dont elle est une commune de la couronne,. Cette aire regroupe 1 929 communes,.

### Morphologie urbaine
La commune est divisée en plusieurs quartiers.
Le centre-ville, située le long de la rue principale commerciale qui mène à l'église, est située en fond de vallée. Il est dominé à l'est par le quartier bien nommé de la Montagne (ancien hameau de Le Pecq avant 1822), avec ses rues escarpées munies d'escaliers. Dans le prolongement du centre-ville se situe Le parc, avec la mairie et des résidences d'immeubles et le pré du Cher Arpent, en cours de lotissement. En montant vers la gare de Saint-Nom, se trouvent les quartiers du Nid d'Aigle et du Jouet d'Eau. Enfin, au sud de la voie de chemin de fer, l'Auberderie et le Fond du chêne, et au nord de celle-ci Les Sablons.
L'habitat se compose d'anciennes maisons villageoises groupées en centre-ville et à la Montagne, et de propriétés cossues, disséminées sur la commune et édifiées peu après l'arrivée du chemin de fer pour abriter les parisiens en villégiatures. Nombre de ces grandes propriétés sont détruites dans les années 1960 et 70, au profit de lotissements (Pré de l'île ...). Celles qui subsistent sont progressivement divisées, au profit d'habitat individuel, de lotissement et de résidence de petits immeubles.
Les quartiers situés à l'extérieur de la ligne de chemin de fer (l'Auberderie, les Sablons, le Fond du Chêne) ont été lotis dans les années 1970.
L'habitat en surface au sol se compose à 68% d'habitat individuel (contre 34 % en moyenne dans la communauté d'agglomération dont elle fait partie), 24% d'habitat collectif (contre 23 %), 4 % d'espace artificiel (voirie, parking...) et 5 % de bâtiment utilitaires (bureaux, écoles, commerces... contre 19 %).
La diversité des reliefs et des paysages conduit à un PLU morcelé en nombreuses zones.
Le prix moyen de l'immobilier (vente) en 2023 est de 5 400 € / m2 pour les maisons et de 4 569 € pour les appartements. Les habitants sont à 79 % propriétaires et à 18 % locataires.
La commune est déficitaire en logements sociaux, ce qui lui vaut d'être déclarée comme carencée au titre de la loi SRU. Considérant le non-respect des objectifs de construction de logements sociaux sur la période 2017-2020, la commune est redevable d'une pénalité financière sévère pour les années allant de 2021 à 2023.

### Voies routières
La commune est traversée par la route départementale 161 qui conduit à Saint-Germain-en-Laye vers le nord (RN 13) et au sud à Noisy-le-Roi (D 307) et aux axes desservis par l'A13.
Une petite route forestière, passant entre les deux gares de train et de train-tram de Saint-Nom, permet de rejoindre Saint-Nom-la-Bretèche.
Le reste du réseau est constitué de voies communales étroites.

### Transports en commun
Située sur la Grande Ceinture, la gare de L'Étang-la-Ville-Grande-Ceinture ouvre aux voyageurs le 4 septembre 1882, lors de l'inauguration du service de Versailles-Chantiers à Achères. Elle ferme le 15 mai 1939, quand cesse le trafic sur la section nord comprise entre Versailles-Chantiers et Juvisy via Argenteuil.
Aujourd'hui, la commune est reliée :
- au réseau de transport de l'Île de France :
  - par la ligne L du Transilien, qui assure la liaison entre Paris-Saint-Lazare via La Défense et Saint-Nom-la-Bretèche. Les deux derniers arrêts, l'Étang-la-Ville et Saint-Nom-la-Bretèche - Forêt de Marly, sont situés sur le territoire de la commune. Ce dernier se trouve en fait à la lisière de la forêt et à plusieurs kilomètres de Saint-Nom-la-Bretèche.
  - par la ligne du tramway 13, qui fut mise en service le 6 juillet 2022 et relie la gare de RER A de Saint-Germain-en-Laye à la gare de Saint-Cyr en interconnexion avec les lignes du RER C et des lignes N et U. Il s'agit d'une ligne de train-tram qui emprunte en grande partie l'ancienne ligne de chemin de fer de la Grande Ceinture et qui atteint le centre de la commune de Saint-Germain-en-Laye via un tracé de type tramway urbain. Elle dispose également de deux gares sur la commune : l'une en interconnexion avec la ligne L, Saint-Nom-la-Bretèche - Forêt de Marly, l'autre, la halte de L'Étang - Les Sablons, située à proximité du centre-ville dans les coteaux des Sablons ;
- aux communes limitrophes :
  - par les lignes 12, 15 et 15S du réseau de bus Saint-Germain Boucles de Seine ;
  - par les lignes 1 et 2 et le TAD Gally Mauldre du réseau de bus Centre et Sud Yvelines.

### Transport actif
Le sentier de grande randonnée GR 1 (tour de l’Île-de-France) traverse la partie boisée de la commune dans sa plus grande longueur, longeant la limite sud-ouest du territoire, de Marly-le-Roi à l'est jusqu'à Saint-Nom-la-Bretèche à l'ouest.
La commune abrite également de nombreuses sentes et chemins piétonniers qui lui donnent un caractère pittoresque (ruelle à Goupy, chemin du Dessus-des-Jardins...).
La commune est pourvue de quelques aménagements cyclables, sous la forme d'une chaucidou et d'une voie verte qui donnent accès la gare de Saint-Nom-la-Bretèche et à la forêt de Marly. Néanmoins, dans le cadre du plan vélo 2019-2026 lancé par la communauté d'agglomération Saint Germain Boucles de Seine, la commune sera bientôt traversée dans sa longueur par le Réseau Express Vélo
Elle est aussi appréciée tant de vététistes qui viennent rejoindre les pistes de la forêt de Marly, que des cyclotouristes qui apprécient ses routes en pente. Depuis 2021, deux bornes de réparation pour vélos sont installées en libre-service (gare de l'Étang-la-Ville et parking Charles-de-Gaulle en face de la mairie).

## Toponymie
Vers 825, selon l'abbé Lebeuf, l'abbaye Saint-Germain-des-Prés possédait une chapelle dans la forêt de Creva (forêt de Cruye), au lieu-dit Maisons ou Maisons Rouge, en la paroisse de L'Etang. Elle est connue sous le nom de chapelle Chevaudos ou Chevaudeau depuis le XIIIe siècle.
Le nom de la localité est attesté sous les formes latines : apud Stagnum en 1140 ou 1150, 1180, Stagnum juxta les Neffliers 1273, de Stanno Ville 1352, Stanno villa ou villa Stanno en 1626, Stagnum Villae.
En français : L'Etang sous Marly  1290, L'Etang la Ville vers le XIVe ou XVe siècles, L'Etang les Sources en 1789, L'Etang en 1793, L'Étang-les-Sources en 1801.
L'étang, depuis longtemps asséché, fut d'abord occupé par des prés. Il se trouvait à l'emplacement de l'actuel parc Fonton, situé en centre-ville.

## Héraldique
| Armes de L'Étang-la-Ville | Les armes de L'Étang-la-Ville se blasonnent ainsi : coupé, au premier d'azur au chevron d'or accompagné, en chef, de deux étoiles du même et, en pointe, d'un mouton d'argent, au second d'argent à la fasce ondée d'azur. La première partie du blason reprend les armes de la famille Séguier qui joua un rôle important dans l'histoire de la ville : D'azur au chevron d'or accompagné de deux étoiles de même en chef, et un mouton tranquille d'argent en pointe. Dans la seconde partie, la bande ondée d'azur symbolise l'eau de l'étang autour duquel s'est construite la ville. |

## Histoire

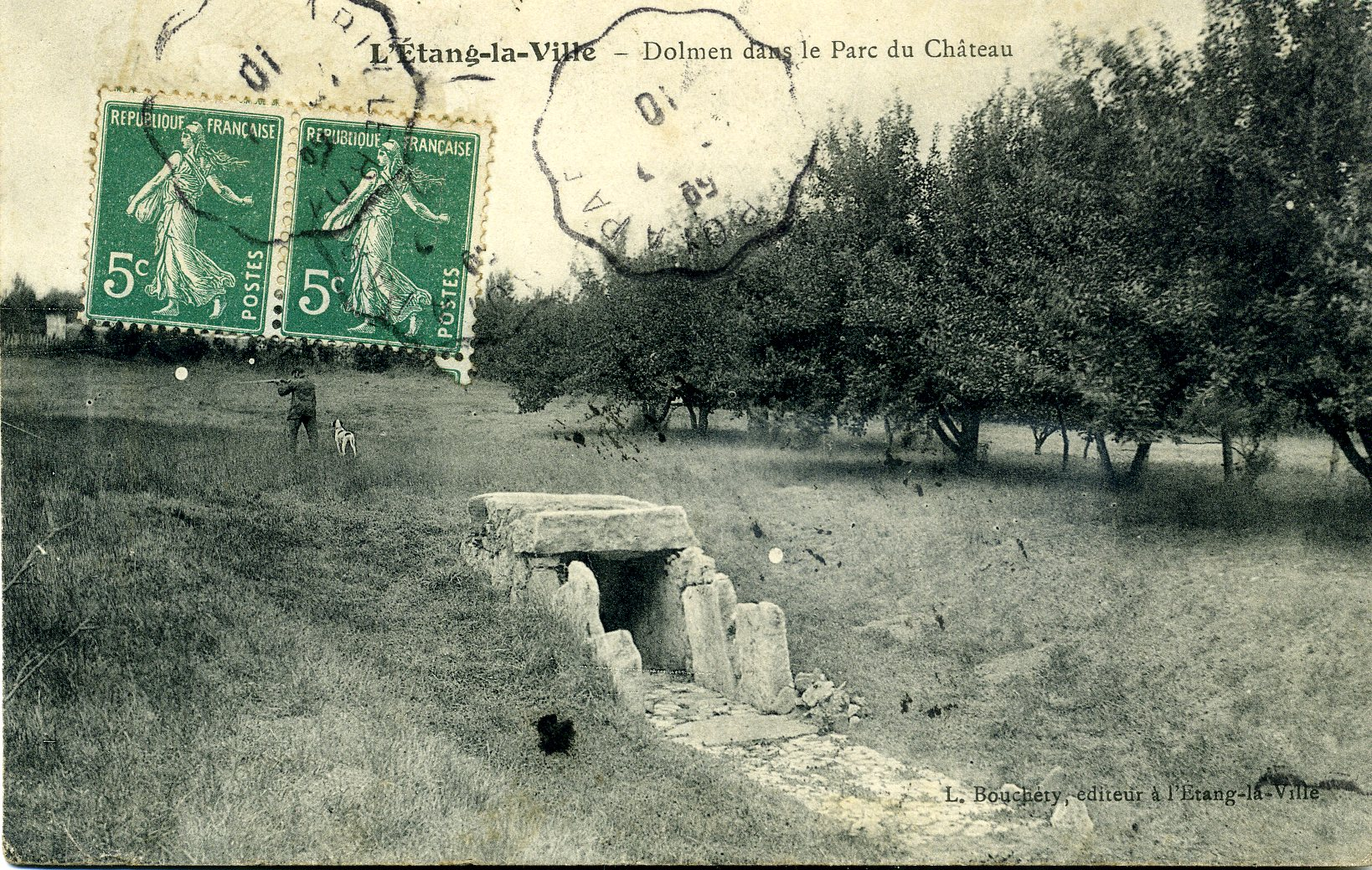
Allée couverte du Cher Arpent au début du XXe siècle (faussement reconstruite dans le parc du château).

Le site est habité depuis la préhistoire, comme en témoignent l'allée couverte retrouvée au XIXe siècle au lieu-dit le « Cher Arpent » et le menhir de la Haute Pierre, aujourd'hui disparu. Il doit son nom à un étang qui occupait autrefois le fond du vallon et était alimenté par des sources à flanc de coteau.
L'église Sainte-Anne est attestée depuis le XIIe siècle.
Le château a été construit au XVIIe siècle par Pierre Séguier. Le château et la seigneurie furent ensuite acquis par la famille Fonton de Vaugelas qui y resta jusqu'en 1790. Le domaine a ensuite appartenu à Monsieur Blossier, écuyer et ancien huissier au Châtelet, à Monsieur Révélière, commissaire général de la Marine, Messieurs Cars et Alléon, tous alliés à la famille de Fonton. Le château sort ensuite de la famille pour être la propriété successive de trois architectes qui seront tous maires de la commune : Philippe-Alphonse de Metz (1807/1879), Alfred-Louis Adam (1824/1890) puis Louis de Pellerin de Latouche (1857/1920). Après le décès de ce dernier, le domaine est vendu à la famille Desombre. Occupé par les Allemands durant la Seconde Guerre mondiale, le château est dévasté et le domaine démembré. Voué à la démolition, le bâtiment est sauvé par la mobilisation des Stagnovillois et rénové de 1967 à 1969 pour accueillir la mairie. Le parc est loti (actuelle résidence du Parc).
Le village est longtemps à vocation agricole, habité par des vignerons. Après les ravages causés aux vignes, les cultivateurs reconvertissent les terres en terrains maraîchers et plantent de nombreux arbres fruitiers installés sur les coteaux pour approvisionner les marchés de Versailles, Saint-Germain-en-Laye et Paris.
À partir de l'ouverture de la ligne de chemin de fer allant de Saint-Cloud à Saint-Nom-la-Bretêche en 1884, la population change progressivement. La commune sert désormais de lieux de villégiatures aux bourgeois parisiens qui font édifier des maisons de campagne et de lieu de distraction au sein de plusieurs restaurants et guinguettes implantés dans le village et la forêt.
La commune est occupée par les Prussiens durant la guerre franco-allemande de 1870 et en 1871.
À la fin du siècle, plusieurs peintres du mouvement des nabis - Ker-Xavier Roussel, Edouard Vuillard - habitent et visitent le village, qui est représenté sur plusieurs tableaux.
À compter des années 1960, la commune accueille de nouveaux habitants, résidant dans la commune et travaillant à Paris puis dans le centre d'affaires de La Défense, multipliant par quatre la population en 30 ans.

## Politique et administration

### Rattachements administratifs et électoraux
Antérieurement à la loi du 10 juillet 1964, la commune faisait partie du département de Seine-et-Oise. La réorganisation de la région parisienne en 1964 fit que la commune appartient désormais au département des Yvelines et son arrondissement de Saint-Germain-en-Laye après un transfert administratif effectif au 1er janvier 1968.
Pour l'élection des députés, la commune fait partie de la troisième circonscription des Yvelines.
Elle faisait partie depuis 1801 du canton de Marly-le-Roi de la Seine-et-Oise. Lors de la mise en place des Yvelines, elle est rattachée en 1967 au canton de Saint-Nom-la-Bretèche. Dans le cadre du redécoupage cantonal de 2014 en France, la commune intègre le canton de Saint-Germain-en-Laye.
La commune relève du Conseil de Prud'hommes de Saint-Germain-en-Laye, et de Versailles pour les Tribunaux judiciaire et de commerce et la Cour d'Appel.
Les commissariats de Marly-le-Roi et de Saint-Germain-en-Laye sont également compétents. La commune possède une police municipale.

### Intercommunalité
La commune fait partie depuis le 1er janvier 2016 de la communauté d'agglomération Saint-Germain Boucles de Seine, qui groupe 19 communes et 335 000 habitants.

### Politique locale
La municipalité de Saint-Germain-en-Laye annonce fin 2017 le lancement d'une réflexion en vue d'une fusion de Saint-Germain-en-Laye, Fourqueux, Mareil-Marly et l'Étang-la-Ville, qui prendrait la forme d'une commune nouvelle en janvier 2019,. Cela permettrait selon ses promoteurs de mieux influer et répondre aux enjeux induits par la métropole du Grand Paris tout en accentuant la représentativité des communes regroupées au sein de la communauté d'agglomération Saint Germain Boucles de Seine.
L'étude devant aboutir en un an à l'adoption du projet de commune nouvelle divise les habitants des communes concernées. Le projet provoque la démission du conseil municipal de la ville limitrophe de Mareil-Marly, qui rejettera le projet quelques mois plus tard. La municipalité de L'Etang-la-Ville décide en septembre 2018 de se retirer du projet. L'ancienne ville de Fourqueux au contraire a fusionné après des délibérations houleuses avec la commune nouvelle de Saint-Germain-en-Laye à effet du 1er janvier 2019.
En 2020, la liste Unis pour Agir, classée DVC par la préfecture, a remporté les élections municipales avec 25,10% des inscrits.

### Liste des maires
| Période        | Période                      | Identité                       | Étiquette         | Qualité |
| -------------- | ---------------------------- | ------------------------------ | ----------------- | --- |
| 1795           | 1804                         | Antoine Blondeau               |                   | Propriétaire vigneron |
| 1804           | 1805                         | Claude Bellavoine              |                   | Propriétaire vigneron |
| 1805           | 1831                         | Antoine Blondeau               |                   | Propriétaire vigneron |
| 1831           | 1837                         | Pierre Bouchety                |                   | |
| 1837           | 1856                         | François-Joseph Grille         |                   | Propriétaire |
| 1856           | 1872                         | Philippe-Alphonse de Metz      |                   | Architecte Officier de l'Instruction publique |
| 1873           | 1881                         | Stanislas Sarrazin             |                   | Cultivateur |
| 1882           | 1890                         | Alfred Adam                    |                   | Architecte, propriétaire du Château de L'Étang-la-Ville |
| 1891           | 1892                         | Léon Bicheret                  |                   | Rentier |
| 1893           | 1905                         | Louis Pellerin de la Touche    |                   | Secrétaire général de la Compagnie du PLM Président de la Compagnie générale transatlantique Propriétaire du Château de L'Étang-la-Ville Officier de la Légion d'honneur |
| 1906           | 1907                         | Albert Alexis Chrétien-Lalanne |                   | Architecte Chevalier de la Légion d'honneur |
| 1908           | 1920                         | Louis Pellerin de la Touche    |                   | Secrétaire général de la Compagnie du PLM Président de la Compagnie générale transatlantique Propriétaire du Château de L'Étang-la-Ville Officier de la Légion d'honneur |
| 1920           | 1925                         | René Ferrari                   |                   | Chef d'entreprise |
| 1925           | ?                            | M. Gacon                       |                   | |
| ?              | 1929                         | M. Rimonneau                   |                   | |
| 1929           | 1937                         | Julien Chabanne                |                   | |
| 1937           | 1945                         | René Bouchety                  |                   | |
| 1945           | mars 1959                    | Clodimir Boisumeau             |                   | |
| mars 1959      | mars 1971                    | Étienne Bernazais              |                   | |
| mars 1971      | mars 1977                    | Jean-Pierre Boisseau           |                   | |
| mars 1977      | mars 1989                    | Jean-Claude Delfaud            | DVD               | Médecin généraliste Officier de l'Ordre national du Mérite Réélu en 1983                                                                                                 |
| mars 1989      | 3 juillet 2020               | Jean-Yves Bouhourd             | UMP → LR puis DVD | Ingénieur conseil Diplômé de l'École nationale des impôts Président de l'agence départementale de conseil aux communes Réélu en 1995, 2001, 2008 et 2014                 |
| 3 juillet 2020 | En cours (au 3 juillet 2020) | Daniel Cornalba                | SE                | Fonctionnaire territorial à la mairie de Paris Diplômé de Sciences Po Paris Conseiller communautaire délégué de la CASGBS (2020 → )                                      |

### Tendances et résultats politiques
Élections présidentielles, résultats des deuxièmes tours :
- Élection présidentielle de 2002 : 90,13 % pour Jacques Chirac (RPR), 9,23 % pour Jean-Marie Le Pen (FN), 81,47 % de participation[43].
- Élection présidentielle de 2007 : 70,15 % pour Nicolas Sarkozy (UMP), 29,85 % pour Ségolène Royal (PS), 89,99 % de participation[44].
- Élection présidentielle de 2012 : 66,77 % pour Nicolas Sarkozy (UMP), 33,23 % pour François Hollande (PS), 85,79 % de participation[45].
- Élection présidentielle de 2017 :  87,72 % pour Emmanuel Macron (LREM), 12,28 % pour Marine Le Pen (FN), 80,93 % de participation[46].

Élections législatives, résultats des deuxièmes tours :
- Élections législatives de 2002 : 64,79 % pour Anne-Marie Idrac (UDF), 35,21 % pour Philippe Brillault (UMP), 50,98 % de participation[47].
- Élections législatives de 2007 : 55,52 % pour Christian Blanc (UMP) élu au premier tour, 14,09 % pour Juliette Quinten (PS), 67,36 % de participation[48].
- Élections législatives de 2012 : 65,30 % pour Henri Guaino (UMP), 34,70 % pour Fabienne Gelgon-Bilbault (PS), 59,06 % de participation[49].
- Élections législatives de 2017 : 64,11 % pour Béatrice Piron (LREM), 35,89 % pour Philippe Brillault (LR), 53,81 % de participation[49].

Élections européennes, résultats des deux meilleurs scores :
- Élections européennes de 2014 : 32,26 % pour Alain Lamassoure (UMP), 17,29 % pour Marielle de Sarnez (UC), 62,62 % de participation[50].
- Elections européennes de 2019 : 42,34 % pour Nathalie Loiseau (LREM), 15,77 % pour François-Xavier Bellamy (UMP), 64,56 % de participation[51].

Élections régionales, résultats des deux meilleurs scores :
- Élections régionales de 2010 : 63,42 % pour Valérie Pécresse (UMP), 36,58 % pour Jean-Paul Huchon (UG), 51,72 % de participation[52].
- Élections régionales de 2015 : 65,86 % pour Valérie Pécresse (UD), 28,08 % pour Claude Bartolone (UG), 61,93 % de participation[53].

Élections départementales, résultats des deuxièmes tours :
- Élections départementales de 2015 : 71,07 % pour Elisabeth Guyard et Philippe Pivert (UD), 28,93 % pour Thibaud Eychenne et Angéline Silly (PS), 43,53 % de participation[54].

Élections municipales, résultats des deuxièmes tours :
- Élections municipales de 2008 : 100 % pour Jean-Yves Bouhourd (liste unique), 49,25 % de participation[55].
- Élections municipales de 2014 : 60,53 % pour Jean-Yves Bouhourd (DVD), 39,46 % pour Jean-Luc Auffret-Cariou (DVG), 55,97 % de participation[56].
- Élections municipales de 2020 : 47,95 % pour Daniel Cornalba (DVC), 37,87 % pour Sylvie Seng (DVD), 14,17 % pour Jean-Luc Auffret-Cariou (DVC), 52,87 % de participation[57].

Référendums :
- Référendum de 2005 relatif au traité établissant une Constitution pour l'Europe : 78,36 % pour le Oui, 21,64 % pour le Non, 75,66 % de participation[58].

## Vie quotidienne à L'Étang-la-Ville

### Enseignement et enfance
La commune dispose d'une crèche publique installée en centre-ville et de crèches privées, bilingues anglaises.
La commune est située dans l'académie de Versailles.
Le groupe scolaire public du Haut-des-Guérines est composée d'une école maternelle (5 classes de petite, moyenne et grande section) et d'une école primaire(9 classes du CP au CM2). Les deux écoles disposent d'espaces spécifiques mais sont mitoyennes et partagent les installations sportives et un bâtiment annexe affecté aux activités périscolaires. L'école primaire dispose d'un accord avec le lycée international de Saint-Germain-en-Laye pour favoriser la scolarité des enfants bi-nationaux.
Des écoles alternatives Montessori sont accessibles sur les communes voisines de Saint-Nom-la-Bretêche et Bailly.
Le collège Louis-Lumière et le lycée Louis-de-Broglie, établissements publics du secteur sont situés sur la commune limitrophe de Marly-le-Roi, qui accueille la moitié des enfants de la commune.
L'autre moitié des enfants est scolarisée dans les nombreux établissements publics et privés de Saint-Germain-en-Laye (lycée international, école Saint-Erembert, Institut Notre-Dame...).
Un Pôle Ado, située en centre-ville, est ouvert le mercredi, le week-end et durant les vacances scolaires.
L'offre d'études supérieures sectorielle est concentrée sur les communes de Saint-Germain-en-Laye et Versailles (classes supérieures de lycées, université de Saclay-Versailles-Saint-Quentin).

### Santé
Une maison médicale située en centre-ville accueille deux médecins généralistes et deux infirmières. Exercent également sur le commune, deux chirurgiens-dentistes, six kinésithérapeutes et plusieurs infirmières. Elle comporte une pharmacie.

L'Etang-la-Ville relève des services d'urgence des hôpitaux de Poissy et Saint-Germain-en-Laye. Une clinique du groupe privé Vivalto est également située non loin à Port-Marly.

### Sports et loisirs
L'association "le Canard de l'Étang" informe les stagnovillois des activités dans la commune et dans les environs. Les installations de la commune sont :
- Le complexe de l'Auberderie : il comprend un stade de football, cinq terrains de tennis dont deux couverts et une maison des Associations équipée de plusieurs salles utilisées par les associations.
- Le centre-ville comprend la salle Fonton, accolée au parc du même nom.
- La commune est bordée par la forêt qui comprend des sentiers de randonnées, des pistes cyclables et des itinéraires de VTT ainsi qu'un parcours sportif (peu entretenu).
- La commune voisine de Marly-le-Roi est pourvue d'une piscine située en lisière de L'Étang-la-Ville.

### Culte
La commune ne dispose que d'un lieu de culte catholique, l'église Sainte-Anne, située en centre-ville, membre du groupement paroissial de Marly-le-Roi avec les paroisses de Port-Marly et du Pecq. Le prêtre du secteur officie à Sainte-Anne pour une messe dominicale et à Saint-Thibaut au Pecq quotidiennement. La paroisse dispose également d'un presbytère et d'une salle paroissiale gérée par l'association paroissiale. Elle dépend de l'évêché de Versailles.
Une église protestante unie est implantée à Marly-le-Roi. Les synagogues et mosquées les plus proches sont à Saint-Germain-en-Laye et La Celle-Saint-Cloud.

### Culture
La commune est prisée par de nombreux artistes qui y résident à l'année et qui participent aux temps forts culturels :
- Les portes ouvertes des artistes permettent de découvrir une quinzaine d'ateliers d'artistes durant un weekend de juin[65]
- Le Salon des arts et le Salon des Créateurs de L'Étang-la-Ville, organisés au mois de novembre.
- Concerts à l'église Saint-Anne.

Le commune comprend une bibliothèque associative (espace enfants et espace adulte).
Elle bénéficie à proximité du cinéma arts et essais de Marly-le-Roi et des salles de théatre des villes voisines de Marly-le-Roi, Saint-Germain-en-Laye et Le Pecq.

## Population et société

### Démographie

#### Évolution démographique
L'évolution du nombre d'habitants est connue à travers les recensements de la population effectués dans la commune depuis 1793. Pour les communes de moins de 10 000 habitants, une enquête de recensement portant sur toute la population est réalisée tous les cinq ans, les populations de référence des années intermédiaires étant quant à elles estimées par interpolation ou extrapolation. Pour la commune, le premier recensement exhaustif entrant dans le cadre du nouveau dispositif a été réalisé en 2007.

En 2022, la commune comptait 4 915 habitants, en évolution de +8,28 % par rapport à 2016 (Yvelines : +2,72 %, France hors Mayotte : +2,11 %).
| 1793 | 1800 | 1806 | 1821 | 1831 | 1836 | 1841 | 1846 | 1851 |
| ---- | ---- | ---- | ---- | ---- | ---- | ---- | ---- | ---- |
| 416  | 368  | 386  | 306  | 427  | 421  | 416  | 395  | 387  |

| 1856 | 1861 | 1866 | 1872 | 1876 | 1881 | 1886 | 1891 | 1896 |
| ---- | ---- | ---- | ---- | ---- | ---- | ---- | ---- | ---- |
| 354  | 378  | 390  | 378  | 399  | 465  | 386  | 404  | 425  |

| 1901 | 1906 | 1911 | 1921 | 1926 | 1931 | 1936 | 1946 | 1954  |
| ---- | ---- | ---- | ---- | ---- | ---- | ---- | ---- | ----- |
| 474  | 514  | 530  | 517  | 640  | 753  | 787  | 928  | 1 180 |

| 1962  | 1968  | 1975  | 1982  | 1990  | 1999  | 2006  | 2007  | 2012  |
| ----- | ----- | ----- | ----- | ----- | ----- | ----- | ----- | ----- |
| 2 105 | 2 506 | 4 321 | 4 361 | 4 567 | 4 496 | 4 742 | 4 777 | 4 688 |

| 2017  | 2022  | - | - | - | - | - | - | - |
| ----- | ----- | - | - | - | - | - | - | - |
| 4 437 | 4 915 | - | - | - | - | - | - | - |

#### Pyramide des âges
En 2018, le taux de personnes d'un âge inférieur à 30 ans s'élève à 32,3 %, soit en dessous de la moyenne départementale (38,0 %). À l'inverse, le taux de personnes d'âge supérieur à 60 ans est de 28,4 % la même année, alors qu'il est de 21,7 % au niveau départemental.
En 2018, la commune comptait 2 142 hommes pour 2 317 femmes, soit un taux de 51,96 % de femmes, légèrement supérieur au taux départemental (51,32 %).
Les pyramides des âges de la commune et du département s'établissent comme suit.
| Hommes | Classe d’âge | Femmes |
| ------ | ------------ | ------ |
| 0,9    | 90 ou +      | 1,5    |
| 9,6    | 75-89 ans    | 10,7   |
| 17,5   | 60-74 ans    | 16,5   |
| 25,5   | 45-59 ans    | 26,3   |
| 13,0   | 30-44 ans    | 13,8   |
| 15,1   | 15-29 ans    | 14,5   |
| 18,3   | 0-14 ans     | 16,7   |

| Hommes | Classe d’âge | Femmes |
| ------ | ------------ | ------ |
| 0,6    | 90 ou +      | 1,4    |
| 6      | 75-89 ans    | 7,8    |
| 13,5   | 60-74 ans    | 14,8   |
| 20,7   | 45-59 ans    | 20,1   |
| 19,6   | 30-44 ans    | 19,9   |
| 18,5   | 15-29 ans    | 16,8   |
| 21,2   | 0-14 ans     | 19,2   |

## Économie
- Population active totale : 1 870
- Taux d'activité entre 20 et 59 ans : 77 %
- Actifs : 41,7 %
- Taux de chômage (1999): 7,4 %
- Retraités : 18,5 %
- Jeunes scolarisés : 27,1 %
- Autres personnes sans activité : 12,7 %
- Cadres, professions intellectuelles : 46,7 %
- Artisans, commerçants, chefs d'entreprise : 9,8 %
- Professions intermédiaires : 23,3 %
- Employés : 15,4 %
- Ouvriers : 4,8 %
- Revenus moyens par ménage (2010) : 66 122 € / an[71].

## Patrimoine

### Patrimoine architectural
- Allée couverte du Cher Arpent : monument mégalithique de la fin de l'époque néolithique (environ 2500 ans av. J.-C.), découverte en 1878, en partie détruite et faussement remontée dans un autre emplacement dans le parc du château.
- Église Sainte-Anne : édifice en pierre de styles roman et gothique dont l'origine remonte au XIIe siècle. Elle est classée à l'inventaire des monuments historiques depuis 1926.
- Château Séguier, de style Louis XIII, actuellement occupé par la mairie, construit au XVIIe siècle par Pierre Séguier, chancelier de France sous Louis XIII et membre fondateur de l'Académie française. Il a servi de lieu de tournage pour le film Les Diaboliques de H.G. Clouzot en 1954.
- La croix Saint-Jacques, érigée au centre du village, a la particularité d'avoir été détruite lors des troubles révolutionnaires de 1789-1790, puis reconstruite. D'après la tradition locale, ce serait là que la sorcière "Gonbaud" aurait été conduite au bûcher.

### Cinéma
La ville a servi de décor à plusieurs films, dont Zoé (1954), Les Diaboliques (1955), Sitcom (1998), Jean-Philippe (2006), Des soucis et des hommes (2012) ou Alibi.com (2017).

## Personnalités liées à la commune

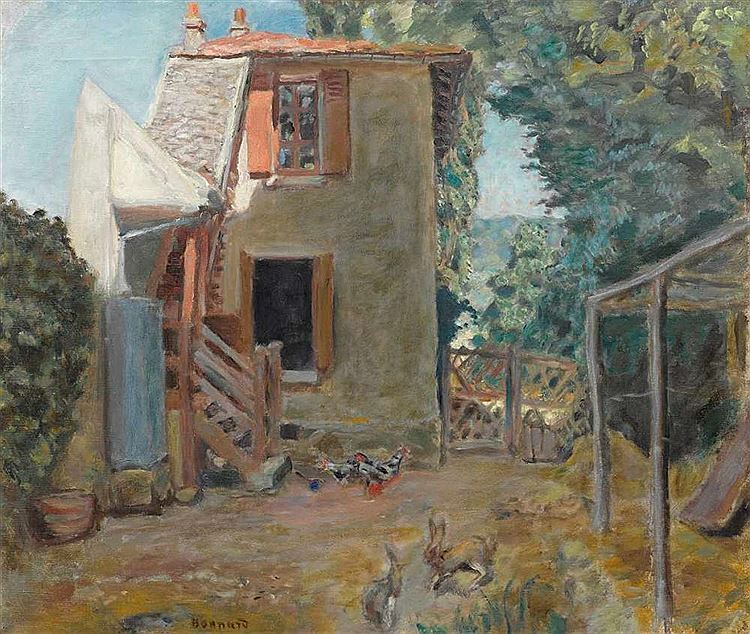
Pierre Bonnard, Maison de la mère du peintre Roussel à L'Étang-La-Ville

- Pierre Séguier (1588-1672), chancelier de France sous Louis XIII.
- Ker-Xavier Roussel (1867-1944), peintre et sculpteur habite l'Étang-la-Ville, hameau de la Montagne, de 1899 à sa mort.
- Edouard Vuillard (1868-1940), peintre du mouvement des nabis, beau-frère de Ker-Xavier Roussel, peint plusieurs tableaux lors de son séjour en 1885 à la Joconette, au hameau de la montagne de l'Etang-la-ville.
- André Lefèbvre (1894-1964), créateur de la Traction et de la DS,
- Max Ophüls (1902-1957), cinéaste, y prépara son dernier scénario, pour le film Lola Montès (1955), dont l'échec commercial mettra fin  à sa carrière de metteur en scène.
- Jean Rousselot (1913-2004), poète, y habite de 1955 à sa mort en 2004.
- Jean Bouchéty (1920-2006), musicien et chef d'orchestre, né et issue d'une vieille famille stagnovilloise
- Gérard Plouviez (1922-1998), comédien, parodiste et artiste de music-hall (Gérard Séty),
- Guy Degrenne (1925-2006), créateur de la marque éponyme, habita une maison dans le quartier du Nid d'Aigle.
- Fernand Raynaud (1926-1973), acteur comique
- Marie-Claire Alain (1926-2013), organiste, habita au 27 chemin de la Butte
- Jean-Philippe Smet, dit Johnny Hallyday (1943-2017), chanteur et acteur, y résida et s'y maria avec Nathalie Baye.
- Alain Gournac (1943-), homme politique, sénateur des Yvelines (1995/2017), maire du Pecq (1991/2013), né et ayant grandi dans la commune.
- Pierre Gadonneix (1943-), PDG de GDF puis d'EDF, habita une maison route de Saint-Nom.
- Évelyne Bloch-Dano (1948-), écrivaine, installée à l'Etang-la-ville dans les années 1990[73].
- Nathalie Baye (1948-), actrice, y résida avec Jean-Philippe Smet et s'y maria avec lui.
- Carlos Ghosn (1953-), PDG de Renault-Nissan, habita une maison dans le quartier de l'Auberderie[74].
- Emmanuel Perrotin (1968-), galeriste d'art contemporain, grandit à l'Étang-la-Ville

## Galerie

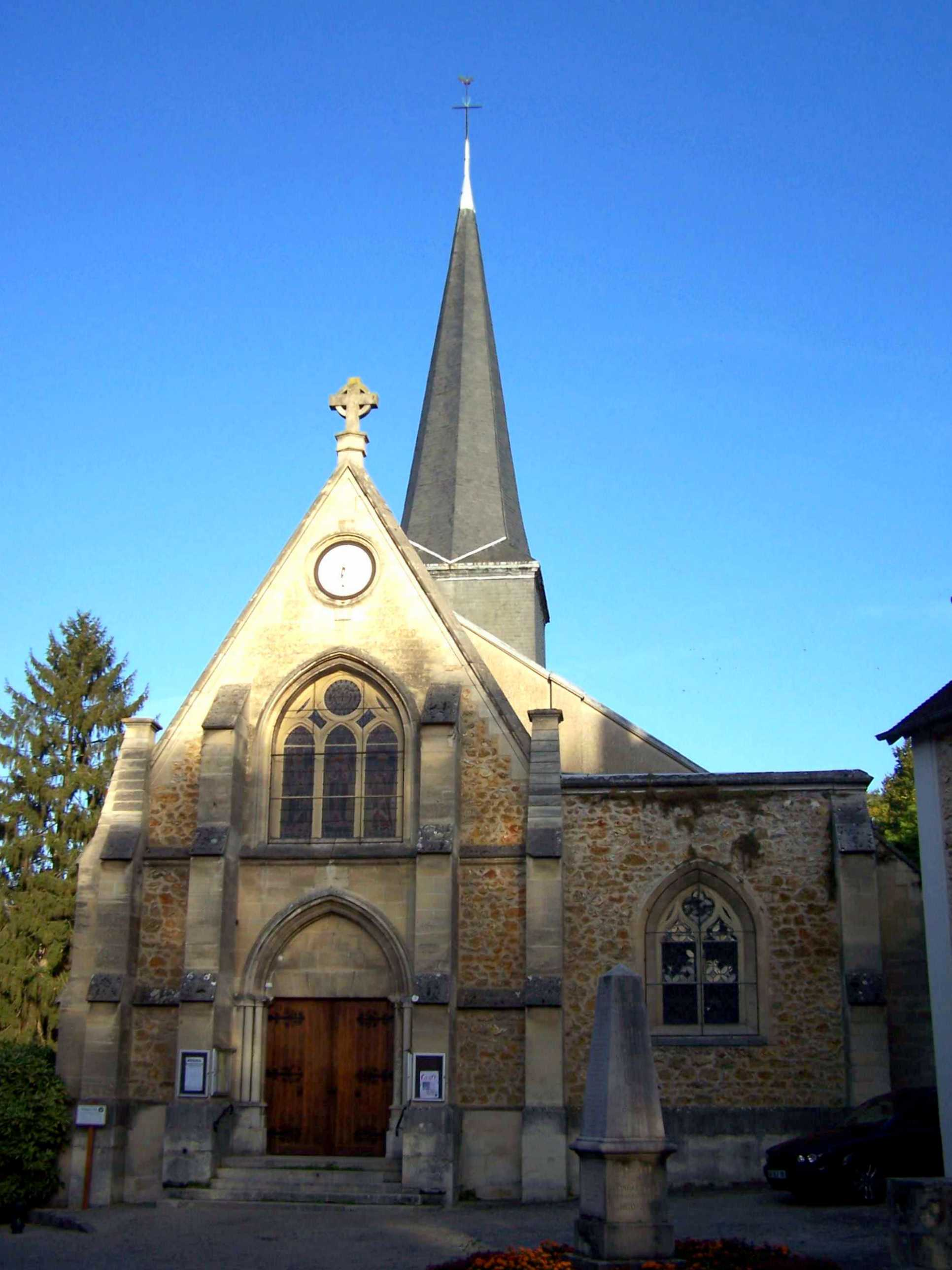
L'église, côté ouest, porche d'entrée.
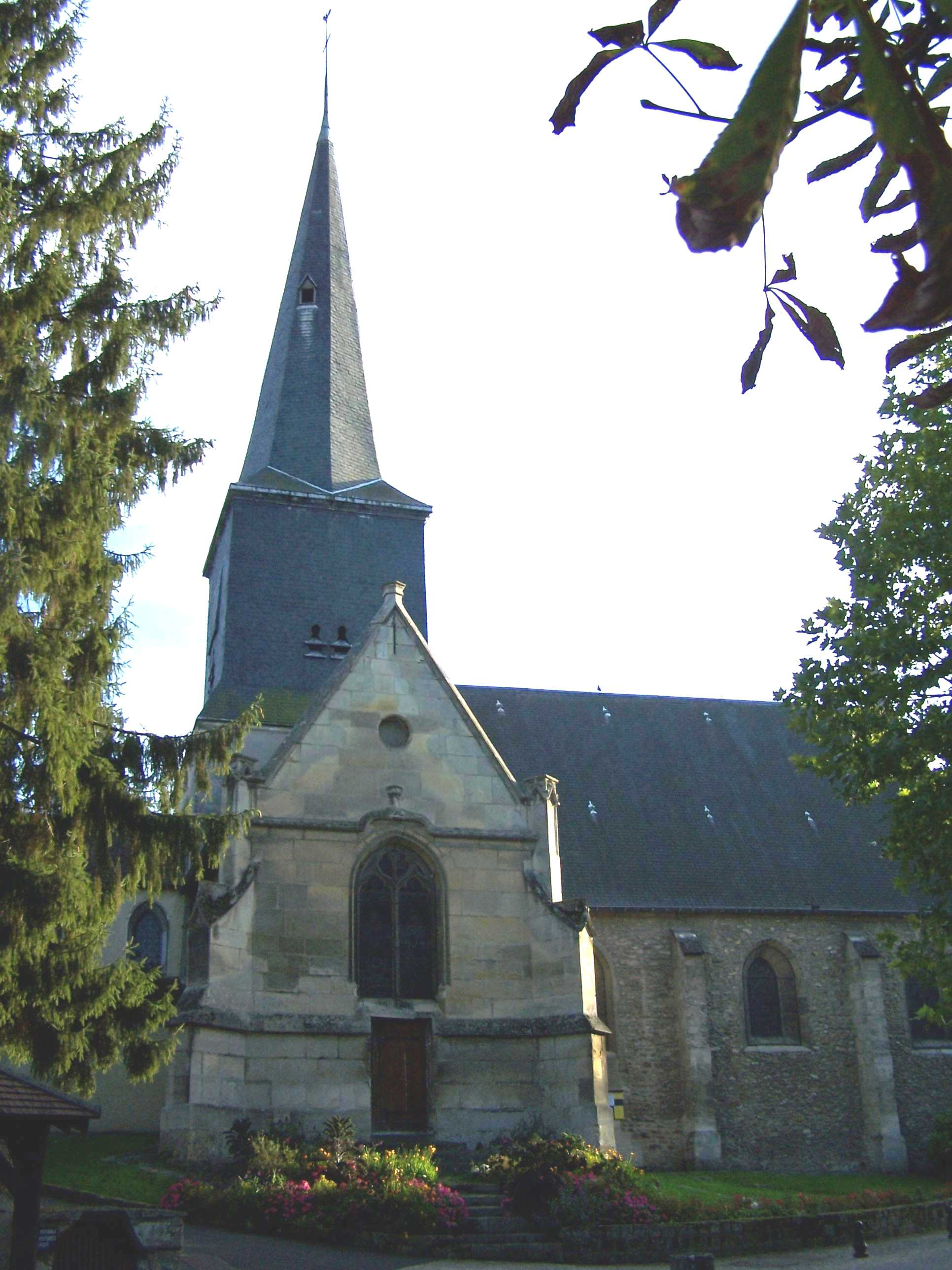
L'église, côté nord.
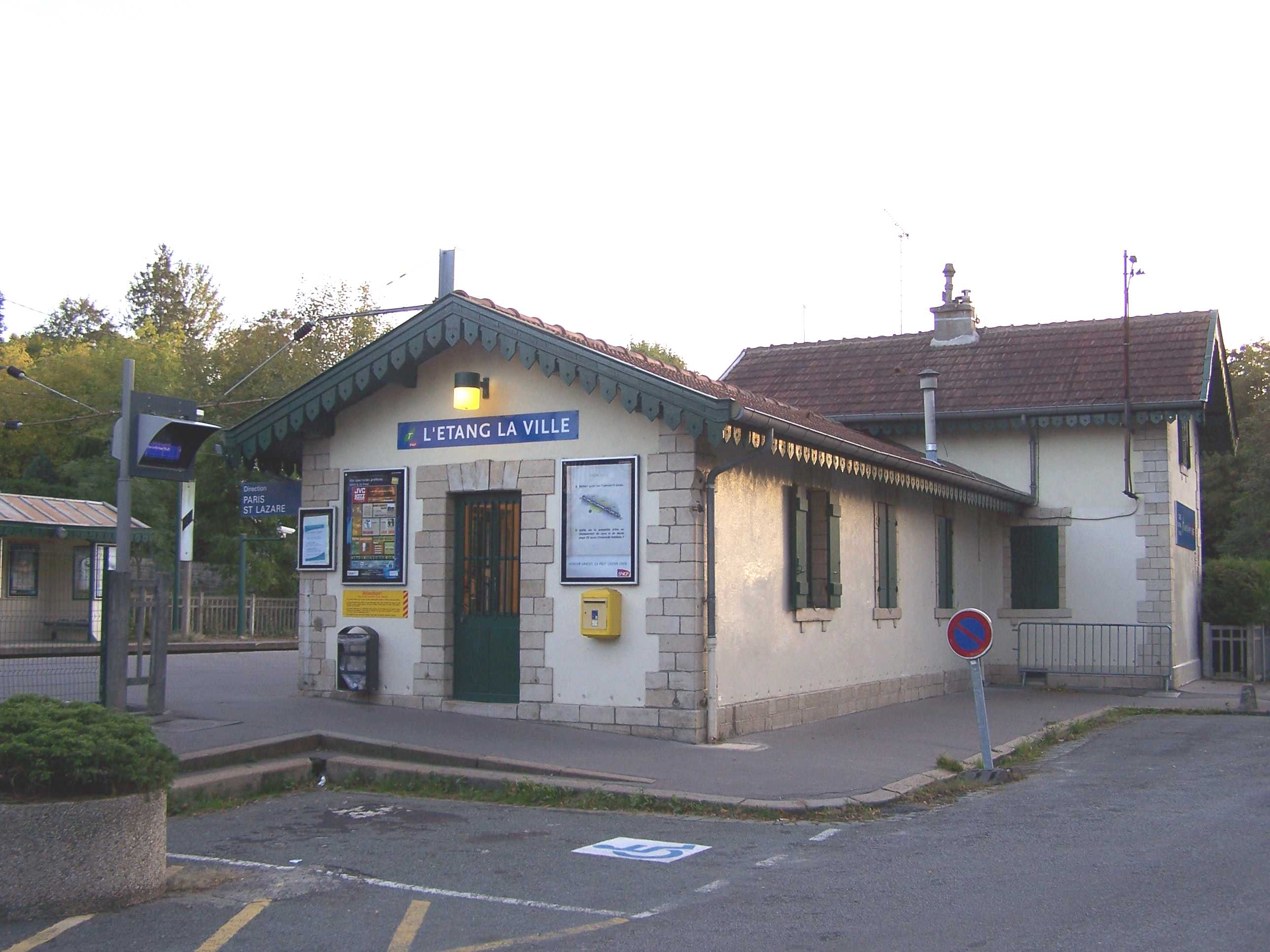
La gare de L'Étang-la-Ville.
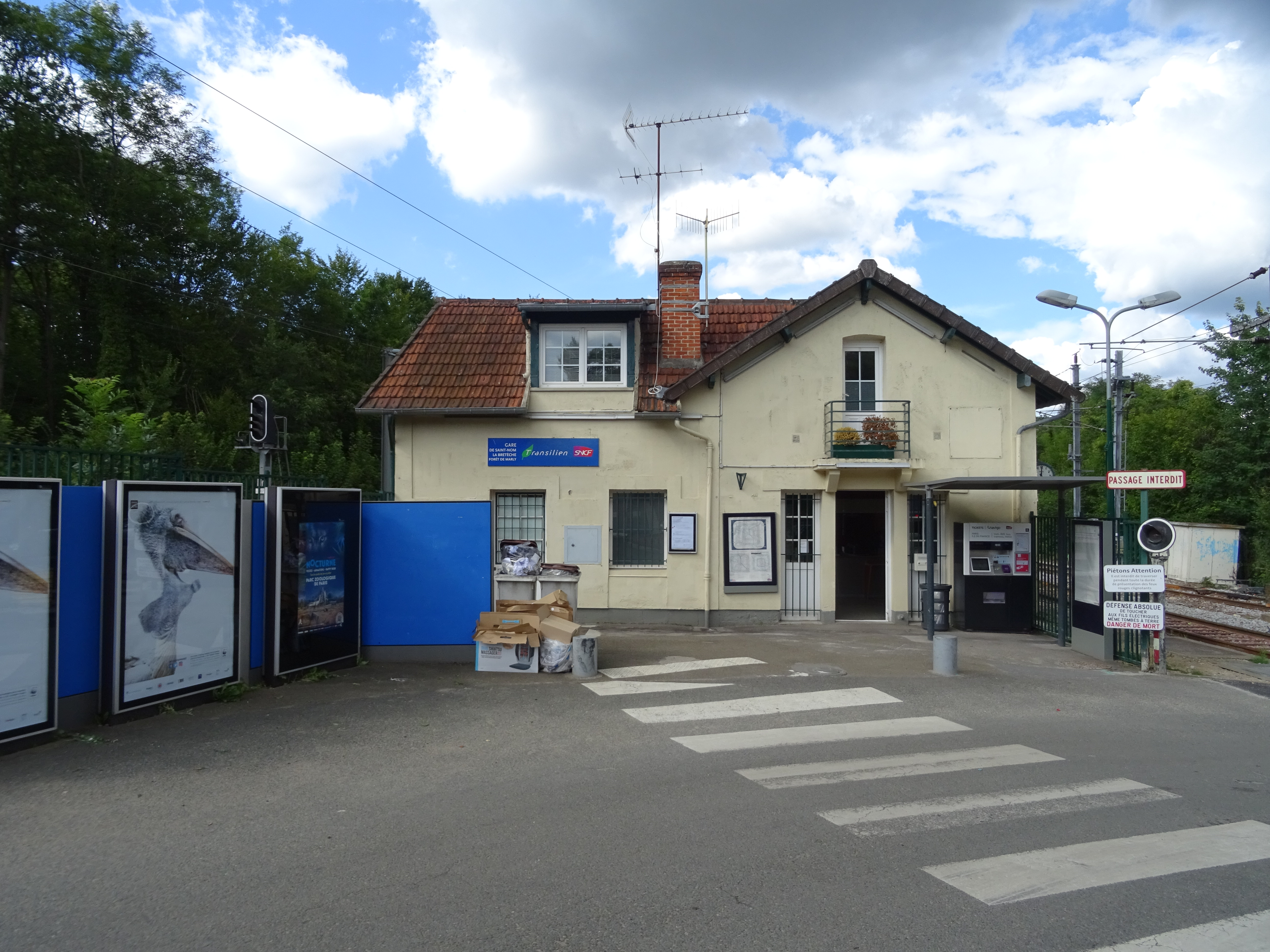
La gare de Saint-Nom-la-Bretèche-Forêt-de-Marly.
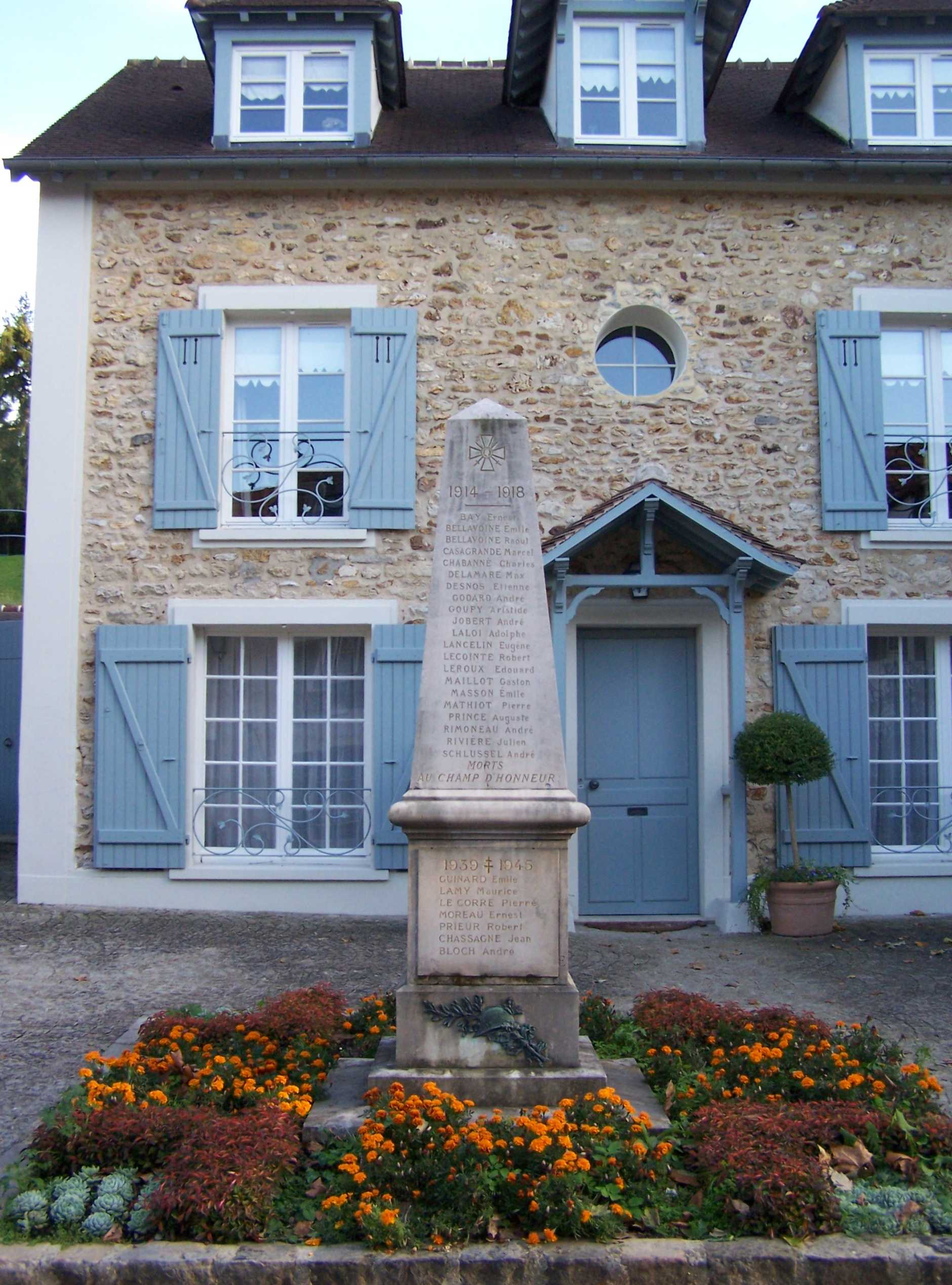
Le monument aux morts.
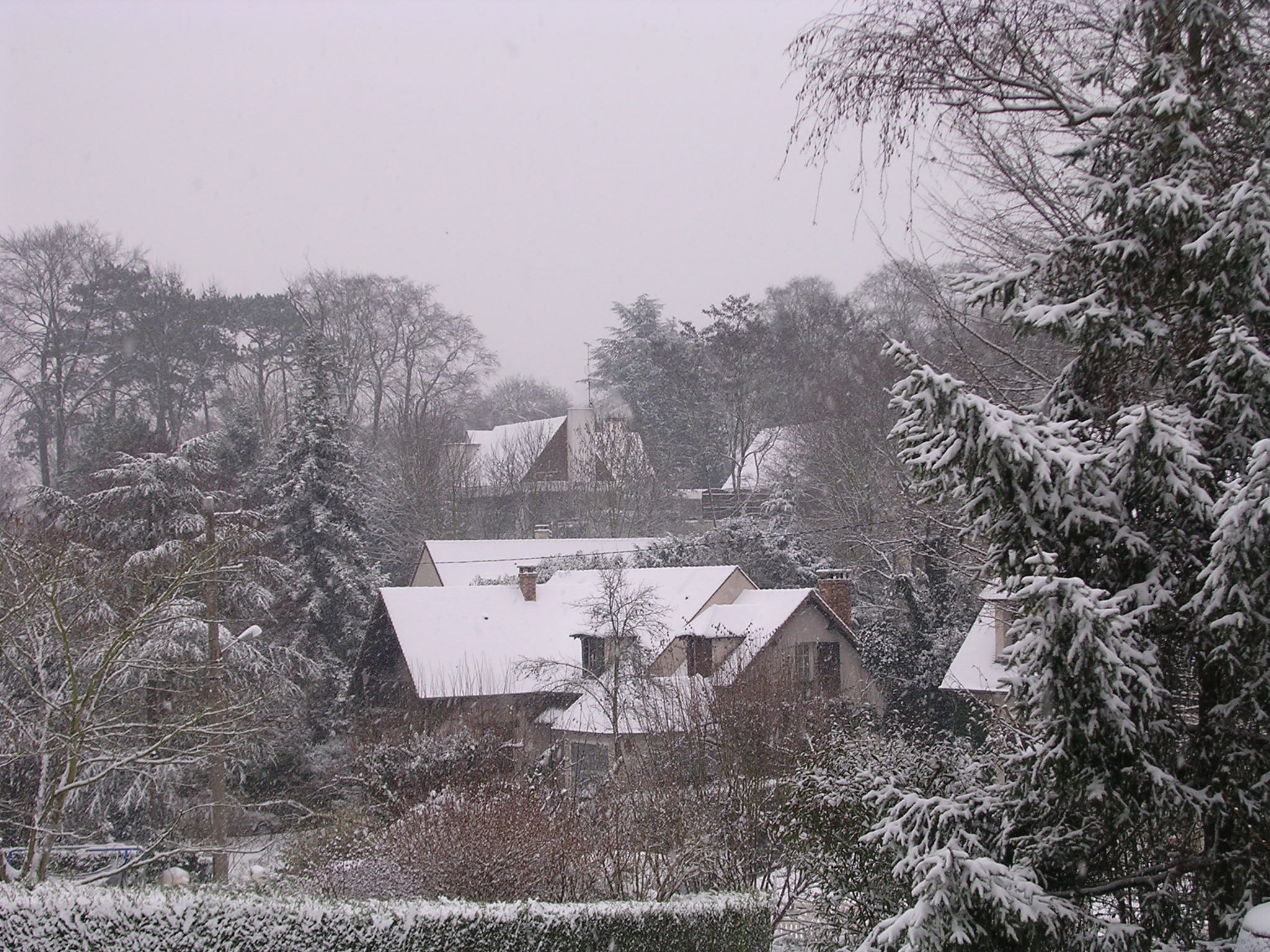
Le village sous la neige.